# Baňa (vrch)
Baňa je 526 m vysoký pískovcový vrch v Ondavské vrchovině, který se vypíná nad stejnojmennou obcí Baňa v katastrálním území obce Šandal. 

## Popis
Vrch Baňa leží v Nízkých Beskydech v Ondavském vrchovině nad Stropkovskou brázdou. Jeho svahy jsou porostlé listnatými lesy. V nižších polohách bukové a břízové porosty se střídají s poli. Vrchol je obklopen břízovým hájem.
Těsně pod vrchem v nadmořské výšce 470 m stojí 50 m vysoký stožár radiového vysílače.
Z vrchu se naskytne výhled na okolní obce, město Svidník, Slánské vrchy, pohoří Čergov, Vihorlatské vrchy, Ondavskou a Laboreckou vrchovinu, při dobré viditelnosti lze vidět i štíty Vysokých Tater.

## Turistické trasy
Na vrchol vedou značené turistické stezky k turistickému přístřešku kolem něhož jsou rozmístěny lavičky a je zde i informační tabule.
- modrá turistická trasa vede ze Stropkova (1,5 hodiny) a pokračuje přes vrch Baňu do Šarišského Štiavniku (0,4 hodiny
- zelená turistická trasa vede ze Svidníku (4 hodiny) a pokračuje přes vrch Baňu na Šandal a dále do rekreační oblasti Domaša (6,5 hodiny)
- žlutá turistická trasa vede z Duplína (2 hodiny)